# Copelatus brivioi
Copelatus brivioi es una especie de escarabajo buceador del género Copelatus, de la subfamilia Copelatinae, en la familia Dytiscidae. Fue descrito por Rocchi en 1976.